# Раггаль
Раггаль (нім. Raggal) — містечко й громада округу Блуденц в землі Форарльберг, Австрія.
Раггаль лежить на висоті 1015 м над рівнем моря і займає площу 41,69 км². Громада налічує 822 мешканців. 
Густота населення 20/км².  
Округ Блуденц лежить на півдні Фаральбергу і межує зі Швейцарією. Місцеве населення, як і мешканці всього Форальбергу, розмовляє алеманським діалектом німецької мови, а тому ближче до швейцарців, ніж до населення більшої частини Австрії, яке розмовляє баварсько-австрійським діалектом. Основною індустрією Форальбергу є спортивний туризм, і кожен населений пункт має розвинуту інфраструктуру: транспорт, готелі тощо.     
|                                  |
| Раггаль на мапі округу та землі. |

Адреса управління громади: Raggal 220, 6741 Raggal. 

## Демографія
Історична динаміка населення міста за даними сайту Statistik Austria